# Saeta del ruiseñor
Saeta del ruiseñor es una película española de drama musical estrenada en 1957, coescrita y dirigida por Antonio del Amo y protagonizada en el papel estelar por Joselito.
Forma parte, junto con los títulos El pequeño ruiseñor (1956) y El ruiseñor de las cumbres (1958), de la llamada trilogía del ruiseñor.

## Sinopsis
Joselito es un chaval que vive en Priego de Córdoba. Tiene una hermana llamada Carmela a la que corteja "El Quico". Como el niño tiene una prodigiosa voz, el novio de su hermana quiere sacarle partido ya que quiere casarse con ella, a lo que el chico se niega. Finalmente el conocer a una niña ciega llamada Alicia hará que Joselito partícipe en un concurso radiofónico para poder pagarle la operación que pueda devolverle la visión.

## Reparto
- Joselito como	Joselito
- Ivy Bless como Dorothy
- Archibald L. Lyall como Mr. Richard
- Vicky Lagos como Carmela
- Manuel Zarzo como Quico
- Aníbal Vela como Alcalde
- Félix Briones como Padre de Alicia
- Lola del Pino como Madre de Alicia
- Enma Picot como Madre de Joselito
- Luis Moreno como Sr. José
- Manuel Guitián como Alguacil
- Carmelo G. Robledo
- Luis Roses como Profesor
- José María Sánchez Roda
- Mari Carmen Alonso como Alicia
- Antonio García Quijada como Narrador
- Antonio Vela como Gordillo